# 納塔爾雅鱈
納塔爾雅鱈，為輻鰭魚綱鱈形目稚鱈科的其中一種，分布於南非西南部海域，深度370-916公尺，為深海底棲性魚類，體長可達41公分，棲息在底中層水域，生活習性不明。